# Пакациан
Тиберий Клавдий Марин Пакациан (лат. Tiberius Claudius Marinus Pacatianus) — римский император-узурпатор, правивший в 248 году.
Пакациан, вероятно, происходил из сенаторской семьи и служил в придунайской армии. В 248 году, в конце правления Филиппа I Араба, недовольные войска провозгласили его императором. Однако вскоре Пакациан был убит собственными солдатами, так как он, по всей видимости, не оправдал их ожиданий.

## Биография
В источниках сохранилось немного сведений о личности и правлении Пакациана (здесь ситуация аналогична состоянию данных о другом узурпаторе того же времени — Иотапиане). Они ограничены короткими заметками в трудах византийских историков Зосима и Иоанна Зонары, которые восходят к одному общему источнику, а также некоторому количеству сохранившихся монет. Благодаря надписям на монетах известно полное имя Пакациана — Тиберий Клавдий Марин Пакациан. Возможно, Пакациана следует отождествлять с неким «знатнейшим ребёнком» (лат. clarissimus puer) К(лавдием?) Марином, который упоминается вместе со своим отцом Клавдием Соллемнием Пак(ацианом?) в надписи из Бостры, датируемой эпохой правления императора Александра Севера. Клавдий Соллемний вместе со своим сыном принимал участие в праздновании Секулярных игр в 204 году и был легатом пропретором Аравии при Александре Севере (в этом качестве он и фигурирует в надписи из Бостры). В таком случае, Соллемний должен был занимать консульскую должность или быть предназначенным в консулы, поскольку в другой надписи он упоминается в должности консуляра Келесирии. Более того, узурпатор, вероятно, идентичен Пакациану, имя которого обнаружено в другой надписи из Бостры, где он назван сыном Корнелии Оптаты Флавии и братом Пакаты. Имя супруга Корнелии Оптаты в надписи не сохранилось, но, возможно, это был Клавдий Соллемний. Из какой провинции происходила их семья, неизвестно. Основываясь на анализе имени Соллемний, историки предполагают, что они были родом из Галлии, однако это остаётся спорным.
Неизвестно положение, которое занимал Пакациан к моменту провозглашения императором. По словам Иоанна Зонары, Пакациан был в составе римской армии, расположенной на дунайской границе. Таким образом, он мог иметь любую должность: военного трибуна, центуриона, легата легиона. Большинство ученых считают, что Пакациан имел сенаторский ранг и, возможно, командовал войсками нескольких провинций у Дуная. Однако Зонара также пишет, что Пакациан был недостоин правления. Из этого отрывка немецкий историк Б. Блекманн делает вывод, что узурпатор не мог быть военачальником. Кроме того, отмечает он, Зонара использовал этот термин для обозначения офицеров низкого ранга.
В 248 или 249 году Пакациан был провозглашён императором войсками в придунайском регионе. Немецкий антиковед Д. Кинаст датирует это событие апрелем 248 года. Заметку о его восстании Зосим и Иоанн Зонара помещают следом за описанием кампании Филиппа I Араба против карпов. Узурпация Пакациана может быть датирована с помощью его монет: на одной монете имеется надпись «Romae Aeter(nae) an(no) mill(esimo) et primo» (рус. Вечному Риму — тысяча и один год), то есть она относится к периоду между мартом 248 года и мартом 249 года. Зосим сообщает, что войска в Мёзии и Паннонии провозгласили его императором. Иоанн Зонара локализовал мятеж Пакациана в Мёзии. Согласно предположению британского антиковеда М. Гранта, выбор солдатами кандидатуры Пакациана может быть связан с его успехами в постоянных приграничных стычках с враждебными империи народами. Узурпатору, очевидно, удалось получить под свой контроль монетный двор в Виминациуме. Там, на десятом году местной эры чеканки (248/249 год), прекратилась чеканка монет с именем Филиппа. Сохранившиеся монеты Пакациана демонстрируют стилистическое сходство с местными монетами Филиппа, так что они, скорее всего, чеканились в Виминациуме. На лицевой стороне монет Пакациана изображён сам узурпатор, указаны его имя и титул. Оборотные стороны прославляют гармонию между солдатами и верность войск (лат. Concordia Militum, Fides Militum), процветание и вечный мир (лат. Felicitas Publica, Pax Aeterna), вечность Рима (лат. Romae Aeternae anno millesimo et primo), возвращение императора (лат. Fortuna Redux, возможно, намёк на запланированный поход на Рим). Точно такие же типы представлены и на монетах Филиппа. Скорее всего, Пакациан пытался подчеркнуть свою пригодность как императора, взяв на вооружение пропаганду Филиппа.
Источники умалчивают о причинах мятежа. Предположение о том, что восстание было направлено в первую очередь против родственника Филиппа, наместника Мёзии и Македонии, Севериана (впрочем, российский историк Ю. Б. Циркин полагает, что Пакациан был преемником Севериана), не может быть подтверждено какими-либо источниками и построено по аналогии с причинами восстания Иотапиана. Поскольку неизвестно, когда именно Севериан был наместником в придунайском регионе, остаётся открытым вопрос, в какой степени он несёт ответственность за недовольство солдат. По крайней мере, примечательно то, что известные попытки узурпации при Филиппе произошли именно в тех областях, которыми управляли наделённые особыми полномочиями родственники императора. Даже если причины мятежа Пакациана назвать точно нельзя, его восстание, так и восстание Деция Траяна демонстрирует недовольство дислоцированных на дунайской границе солдат имперским правительством или своим непосредственным руководством. Вторжения готов тоже сыграли свою роль. Зосим и Иоанн Зонара сообщают, что озабоченный узурпациями Пакациана и Иотапиана Филипп созвал сенат и после выдержанной в тревожных тонах речи заявил, что желает отречься от трона. Однако восстание прекратилось, когда Пакациана убили собственные солдаты. Затем Филипп отправил Деция, предсказавшего крах обоих восстаний, на Дунай, чтобы восстановить порядок. Зонара видит причину убийства Пакациана в том, что солдаты сочли его недостойным правления. Очевидно, им стало ясно, что у мятежа мало шансов на успех, и они таким образом хотели избежать наказания, устранив своего предводителя самостоятельно. Прибывший на Дунай Деций подавил очаги восстания и восстановил дисциплину в войсках. По всей видимости, наиболее ненадёжные части были им расформированы. В результате легионеры из этих подразделений ушли к задунайским племенам (только что потерпевших неудачу при попытке захватить Маркианополь), которых побуждали к нападению на римские провинции.
Восстание Пакациана, как и более позднее восстание Деция, показывает, что среди войск в придунайском регионе было сильное желание присутствия императора рядом с солдатами. Район Дуная был центром нескольких восстаний в III веке: Требониана Галла, Эмилиана, Ингенуя и Регалиана, и это лишь некоторые из тех, кто был провозглашён императором в этом регионе. Такая тенденция свидетельствует о том, что солдаты хотели, чтобы император находился рядом с ними: во-первых, это гарантировало регулярные выплаты войскам, во-вторых, дунайские провинции находились под постоянной угрозой вторжения германцев и других племён.